# برايان تومسون
برايان تومسون (بالإنجليزية: Brian Thompson)‏ (7 أغسطس 1952 في المملكة المتحدة - ) هو لاعب كرة قدم بريطاني في مركزي الهجوم والدفاع. شارك مع منتخب إنجلترا لكرة القدم C ‏. أما مع النوادي، فقد لعب مع نادي سندرلاند ونادي يورك سيتي ويوفل تاون وميدستون يونايتد ونادي مانسفيلد تاون.